# Нифталиев, Джамил Самедхан оглы
Джамил Самедхан оглы Нифталиев (азерб. Cəmil Səmədxan oğlu Niftəliyev; 5 октября 1968 года, село Шафагли, Ярдымлинский район — 29 марта 1992 года, село Шелли, Агдамский район) — азербайджанский военнослужащий, участник Афганской и Первой карабахской войн, сержант внутренней службы, Национальный Герой Азербайджана (1992, посмертно).

## Биография
Джамил Самедхан оглы Нифталиев 5 октября 1968 года в селе Шафагли Ярдымлинского района Азербайджанской ССР. В 1975 году вместе с семьёй переехал в посёлок Локбатан Карадагского района Баку. Среднее образование получил в школе № 233 посёлка Локбатан.
11 октября 1986 года был призван в ряды Советской Армии. После четырёхмесячных курсов для снайперов в Узбекской ССР был отправлен в Афганистан. Здесь он служил в стрелковом батальоне, участвовал в боевых действиях. В ходе одной из боевых операций получил ранение и после лечения в госпитале вернулся в свою воинскую часть. За храбрость, продемонстрированную в период службы, был награждён медалями и почётными грамотами. 27 октярбя 1989 года был демобилизован.
После возвращения в Азербайджан стал работать в Управлении по делам пожарной безопасности Сабаильского района города Баку. С началом Первой карабахской войны, подал рапорт на вступление в ряды Национальной армии Азербайджана и добровольной отправки на фронт. Вступил в армию 10 марта 1992 года. Сражался в агдамском направлении фронта, отличился в ходе ряда военных операций. Погиб 29 марта 1992 года в боях в селе Шелли Агдамского района.

Могила Джамиля Нифталиева на Аллее Шехидов в Баку

Похоронен на Аллее шахидов в Баку. На момент гибели был холост.
Указом президента Азербайджанской Республики Абульфаза Эльчибея № 264 от 8 октября 1992 года сержанту Джамилю Самедхан оглы Нифталиеву было присвоено звание Национального Героя Азербайджана (посмертно).

## Память
Средняя школа № 233 посёлкп Локбатан, где учился Нифталиев, носит его имя. Именем Джамиля Нифталиева названо также пожарное судно Управления по делам пожарной безопасности Баку.